# Gabriele Lalemant
Gabriele Lalemant (Parigi, 3 ottobre 1610 – Saint-Ignace, 17 marzo 1649) è stato un gesuita e missionario francese, missionario presso gli uroni dell'America del Nord. È uno degli otto martiri canado-americani beatificati nel 1925 e proclamati santi da papa Pio XI nel 1930.

## Biografia
Entrò nel noviziato gesuita di Parigi il 24 marzo 1630 (erano gesuiti anche i suoi zii Charles, Jérôme e Pierre Lalemant); insegnò nei collegi ella Compagnia a La Flèche, Moulins e Bourges, dove fu ordinato prete nel 1639.
Fu assegnato alle missioni in Nuova Francia e il 20 settembre 1646 arrivò a Québec. In Canada pronunciò gli ultimi voti il 15 agosto 1648.
Fu inviato presso gli uroni, ma la minaccia degli attacchi irochesi rallentò il suo viaggio. Nel febbraio del 1649 sostituì Noël Chabanel come assistente di Jean de Brébeuf nel villaggio di Saint-Louis.
Il 16 marzo 1649 il villaggio fu attaccato dagli irochesi, che catturarono Lalemant e de Brébeuf mentre erano impegnati a battezzare i catecumeni. Spogliati e feriti, furono condotti nel vicino villaggio di Saint-Ignace, dove furono a lungo torturati: Lalemant fu ucciso il 17 marzo. I corpi dei due missionari furono recuperati dai confratelli e sepolti nella stessa tomba.

## Culto
Appartiene al gruppo degli otto martiri canado-americani beatificati nel 1925 e proclamati santi nel 1930 da papa Pio XI.
Il suo elogio si legge nel Martirologio romano al 17 marzo.
(Martirologio Romano)
La memoria dei santi martiri canado-americani si celebra il 19 ottobre.